# Raoul Billerey
Raoul Billerey, né Émile Gaston Maurice Billerey le 12 octobre 1925 à Nice (Alpes-Maritimes) et mort le 28 juillet 2010 à Limoux (Aude), est un maître d'armes, cascadeur et acteur français.

## Filmographie

### Cinéma

#### Longs métrages
- 1953 : Les Trois Mousquetaires d'André Hunebelle
- 1954 : Cadet-Rousselle d'André Hunebelle
- 1955 : L'Impossible Monsieur Pipelet d'André Hunebelle
- 1955 : La Mégère apprivoisée (La fierecilla domada) d'Antonio Román
- 1956 : Fernand Cow-boy de Guy Lefranc
- 1956 : Action immédiate de Maurice Labro
- 1956 : Ce soir les jupons volent de Dimitri Kirsanoff
- 1958 : Le Dos au mur d'Édouard Molinaro
- 1959 : Le Bossu d'André Hunebelle
- 1959 : Austerlitz d'Abel Gance
- 1960 : Le Capitan d' André Hunebelle
- 1960 : Le Capitaine Fracasse de Pierre Gaspard-Huit
- 1961 : Le Miracle des loups d'André Hunebelle
- 1961 : Cartouche de Philippe de Broca
- 1962 : Les Mystères de Paris d'André Hunebelle
- 1962 : Le Chevalier de Pardaillan de Bernard Borderie
- 1962 : Le Masque de fer d'Henri Decoin
- 1963 : L'Honorable Stanislas, agent secret de Jean-Charles Dudrumet
- 1963 : À toi de faire, Mignonne de Bernard Borderie
- 1964 : Merveilleuse Angélique de Bernard Borderie
- 1964 : Banco à Bangkok pour O.S.S. 117 d'André Hunebelle
- 1965 : Pleins feux sur Stanislas de Jean-Charles Dudrumet
- 1968 : L'Enfance nue de Maurice Pialat
- 1968 : Mister Freedom de William Klein
- 1970 : Les Camisards de René Allio
- 1971 : Les Yeux fermés de Joël Santoni
- 1975 : Les Loulous de Patrick Cabouat
- 1978 : Perceval le Gallois d'Éric Rohmer
- 1981 : Family rock de José Pinheiro
- 1984 : Hors-la-loi de Robin Davis
- 1985 : L'Effrontée de Claude Miller (le père de Charlotte)
- 1985 : Mon beau-frère a tué ma sœur de Jacques Rouffio
- 1985 : 37°2 le matin de Jean-Jacques Beineix
- 1986 : Attention bandits de Claude Lelouch
- 1986 : Le Moine et la sorcière de Suzanne Schiffman
- 1987 : Le Grand Chemin de Jean-Loup Hubert (le curé en noire soutane du village)
- 1987 : Noyade interdite de Pierre Granier-Deferre
- 1987 : Si le soleil ne revenait pas de Claude Goretta
- 1987 : Chouans ! de Philippe de Broca
- 1988 : La Maison dans la dune de Michel Mees (film belge, inédit en France)
- 1988 : La Petite Voleuse de Claude Miller
- 1989 : Après la guerre de Jean-Loup Hubert
- 1989 : Les P'tits Vélos (Il prete bello) de Carlo Mazzacurati
- 1990 : Un type bien de Laurent Bénégui
- 1991 : Diên Biên Phu de Pierre Schoendoerffer
- 1993 : Grosse fatigue de Michel Blanc
- 1993 : La Fille de d'Artagnan de Bertrand Tavernier (Porthos !)
- 1995 : Les Caprices d'un fleuve de Bernard Giraudeau
- 1997 : Oranges amères de Michel Such
- 2001 : Décalage horaire de Danièle Thompson
- 2003 : Ripoux 3 de Claude Zidi
- 2003 : À ton image d'Aruna Villiers

#### Courts métrages
- 1966 : Voilà l'ordre de Jacques Baratier
- 1987 : La Face cachée de la Lune d'Yvon Marciano
- 1990 : La Mort d'une vache de Dante Desarthe

### Télévision
- 1963 - 1966 : Thierry la fronde de Robert Guez et Pierre Goutas (coordination des combats et Gauthier épisode 35)
- 1965 : Gaspard des montagnes de Henri Pourrat, réalisé par Jean-Pierre Decourt : le colporteur et réglage des duels et cascades
- 1966 : Le Chevalier d'Harmental de Jean-Pierre Decourt
- 1967 : Lagardère de Jean-Pierre Decourt
- 1967 : Les Cinq Dernières Minutes, épisode Voies de faits de Jean-Pierre Decourt
- 1969 : D'Artagnan de Claude Barma
- 1969 : Fortune d'Henri Colpi
- 1969 : Au théâtre ce soir : Les Suisses de Pierre-Aristide Bréal, mise en scène Jacques Fabbri, réalisation Pierre Sabbagh, Théâtre Marigny
- 1970 : Au théâtre ce soir : Les Joyeuses Commères de Windsor de William Shakespeare, mise en scène Jacques Fabbri, réalisation Pierre Sabbagh, Théâtre Marigny
- 1971 : Schulmeister, l'espion de l'empereur, (épisode Un village sans importance : Maréchal)
- 1972 : Les Évasions célèbres (épisode L'Évasion du comte de Lavalette), de Jean-Pierre Decourt (Baudus)
- 1977 : L'Enlèvement du régent - Le chevalier d'Harmental de Gérard Vergez
- 1989 : Les Cinq Dernières Minutes : Les Chérubins ne sont pas des anges de Jean-Pierre Desagnat
- 1993 : Un pull par-dessus l'autre de Caroline Huppert
- 1994 : L'Ile aux mômes de Caroline Huppert
- 1995 : L'Instit : L'Angélus du corbeau de Laurent Heynemann : Abel Dieudonné
- 1995 : La Rivière Espérance de Josée Dayan (série télévisée)
- 1996 : Dans un grand vent de fleurs de Gérard Vergez série télévisée en 7 épisodes, rôle de Clément
- 1997 : La Serre aux truffes de Jacques Audoir (Garrigon)
- 1996-1998 : Quai no 1 série télévisée, rôle récurrent de Camille
- 1999 : Tramontane d'Henry Helman
- 1999 : Parents à mi-temps : Chassés-croisés, téléfilm de Caroline Huppert, rôle de  Papy
- 2001 : Retour à Locmaria de Williams Crépin
- 2004 : La Cliente de Pierre Boutron
- 2005 : Les Courriers de la mort de Philomène Esposito
- 2005 : La Tête haute de Gérard Jourd'hui

## Théâtre
- 1946 : L'Amour des trois oranges d'Alexandre Arnoux, mise en scène Gaston Baty, théâtre Montparnasse
- 1953 : Les Loups de Romain Rolland, mise en scène René Lafforgue, théâtre Lancry
- 1955 : Venise sauvée de Morvan Lebesque, mise en scène René Lafforgue, Festival international d'Art Dramatique au Théâtre Hébertot
- 1957 (30 janvier) : Jules César de William Shakespeare, adaptation de Jean-Francis Reille, mise en scène de Raymond Hermantier, Théâtre National Populaire : Messala
- 1958 : Les 3 Coups de minuit d'André Obey, mise en scène Pierre Dux, théâtre de l'Œuvre
- 1959 : Le Client du matin de Brendan Behan, mise en scène Georges Wilson, théâtre de l'Œuvre
- 1960 : À vous Wellington d'après Willis Hall, mise en scène François Maistre, théâtre du Vieux-Colombier
- 1965 : L'Envers d'une conspiration d'Alexandre Dumas, mise en scène Jacques Fabbri, théâtre de Paris
- 1965 : Le Goûter des généraux de Boris Vian, mise en scène François Maistre, théâtre de la Gaîté-Montparnasse
- 1967 : On ne badine pas avec l'amour d'Alfred de Musset, mise en scène Jean Darnel, Festival d'Art dramatique Saint-Malo
- 1967 : Qui est cette femme ? de Norman Krasna, mise en scène Jacques Fabbri, théâtre de la Porte-Saint-Martin
- 1969 : Jules César de William Shakespeare, mise en scène Jean Deschamps, Festival de la Cité Carcassonne
- 1969 : Le Bossu de Paul Féval, mise en scène Jean Deschamps, Festival de la Cité Carcassonne
- 1970 : Richard II de William Shakespeare, mise en scène Patrice Chéreau, théâtre du Gymnase, théâtre national de l'Odéon
- 1970 : Le Roi Lear de William Shakespeare, mise en scène Pierre Debauche, théâtre des Amandiers
- 1970 : Montserrat d'Emmanuel Roblès, mise en scène Stellio Lorenzi, Festival de la Cité Carcassonne
- 1970 : Cyrano de Bergerac de Edmond Rostand, mise en scène Jean Deschamps, Festival de la Cité Carcassonne
- 1970 : La guerre de Troie n'aura pas lieu de Jean Giraudoux, mise en scène Yves Kerboul, Festival de la Cité Carcassonne
- 1970 : Le Roi Lear de William Shakespeare, mise en scène Pierre Debauche, théâtre des Amandiers
- 1971 : Roméo et Juliette de William Shakespeare, mise en scène Marcel Maréchal et Bernard Ballet, théâtre national de l'Odéon
- 1971 : La Reine morte de Henry de Montherlant, mise en scène Jean Deschamps, Festival de la Cité Carcassonne, Festival de Collioure
- 1971 : Les Trois Mousquetaires d'Alexandre Dumas, mise en scène Michel Berto, Festival de la Cité Carcassonne
- 1971 : Torquemada de Victor Hugo, mise en scène Denis Llorca, Théâtre du Midi : Festival de la Cité Carcassonne, Festival de Marsillargues, Festival de Collioure, Festival de la mer Sète
- 1972 : Fracasse de Serge Ganzl d'après Théophile Gautier, mise en scène Marcel Maréchal, Raoul Billerey et Bernard Ballet, Théâtre antique de Fourvière, Festival de la Cité Carcassonne, Comédie de Saint-Étienne
- 1973 : Hamlet de William Shakespeare, mise en scène Bernard Ballet et Marcel Maréchal
- 1974 : La Poupée de Jacques Audiberti, mise en scène Bernard Ballet et Marcel Maréchal, Théâtre du Huitième, Festival d'Avignon
- 1974 : Hölderlin de Peter Weiss, mise en scène Bernard Ballet et Marcel Maréchal, Festival d'Avignon
- 1975 : Lear d'Edward Bond, mise en scène Patrice Chéreau, TNP Villeurbanne, Théâtre national de Belgique, Théâtre national de l'Odéon
- 1977 : Coriolan de William Shakespeare, mise en scène Gabriel Garran, Festival d'Avignon, théâtre de la Commune
- 1979 : Lettre aux aveugles à l'usage de ceux qui voient de Denis Diderot, mise en scène Denis Llorca, Théâtre des Célestins
- 1979 : Cyrano de Bergerac d'Edmond Rostand, mise en scène Raoul Billerey et Jean Danet
- 1986 : Californie paradis des morts de faim d'après Sam Shepard, mise en scène Marcel Maréchal, théâtre La Criée

## Maître d'armes
- 1993 : La Reine Margot de Patrice Chéreau